# Hemmet, barnen och makten
Hemmet, barnen och makten är en rapport från en statlig utredning från 1997 skiven av Göran Ahrne och Christine Roman med syfte att utreda ekonomisk makt och resursfördelning mellan kvinnor och män i Sverige. Rapporten var en av publikationerna från Kvinnomaktutredningen.